# Кастальо-да-Фарфанья
Кастальо-да-Фарфанья — муніципалітет в Іспанії, у комарці Ногера в Каталонії.
Тут збереглися залишки середньовічного замку, що належав графам Ургеллю. 